# Barbus aspilus
Barbus aspilus är en fiskart som beskrevs av Boulenger, 1907. Barbus aspilus ingår i släktet Barbus och familjen karpfiskar. IUCN kategoriserar arten globalt som livskraftig. Inga underarter finns listade.